# سیارک ۸۴۳۶
سیارک ۸۴۳۶ (به انگلیسی: 8436 Leucopsis، نامگذاری:2259T-1) هشت هزار و چهارصد و سی و ششمین سیارک کشف شده‌است که در ۲۵ مارس ۱۹۷۱ کشف شد.
قدر مطلق سیارک برابر ۱۳٫۸۰ است.